# کاربندیل (کانزاس)
کاربندیل (به انگلیسی: Carbondale) شهری در ایالت کانزاس کشور ایالات متحده آمریکا است که جمعیت آن در سرشماری سال ۲۰۱۰ میلادی، ۱٬۴۳۷ نفر بوده‌است.